# Eric E. Schmidt
Eric Emerson Schmidt (Washington, 1955. április 27. –) a Google Inc. vezérigazgatója (2001-2011 között), igazgatótanácsának elnöke, a Princetoni Egyetem kuratóriumának tagja, valamint az Apple Inc. igazgatótanácsának volt tagja. A kaliforniai Athertonban él.
Google részvényopcióinak köszönhetően milliárdos, 2012-ben kb. 6,9 milliárdos vagyona volt.

## Szakmai pályafutása
A Princetoni Egyetemen szerzett villamosmérnökként BSc, Berkeleyben, a Kaliforniai Egyetemen MSc és PhD fokozatot. A lex lexikális elemző egyik szerzője volt és oktatott a Stanford Business Schoolon is.
Karrierjének kezdetén olyan informatikai cégeknél dolgozott, mint a Bell Labs, Zilog és a Xerox Palo Alto Research Center. 1983-ban csatlakozott a Sun Microsystems-hez, ahol a Java fejlesztéseket vezette és a cég műszaki igazgatója lett. 1997-ben a Novell vezérigazgatójának nevezték ki.
A Google alapítói, Larry Page és Sergey Brin 2001-ben bízták meg cégük vezetésével. 2001 márciusában lett a Google igazgatótanácsának elnöke, 2001 augusztusa óta pedig a cég vezérigazgatója, ahol cég irányítását a 2 alapítóval közösen, egyfajta triumvirátusként működve végzik.
2006. augusztus 28-án választották meg az Apple Inc. igazgatótanácsába, mely pozíciójáról 2009. augusztus 3-án lemondott.

## Kötetei magyarul
- Eric Schmidt–Jonathan Rosenberg–Alan Eagle: Google. Így vezetünk mi; ford. Pétersz Tamás; HVG Könyvek, Bp., 2015
- Eric Schmidt–Jonathan Rosenberg–Alan Eagle: Trillió-dolláros coach. Bill Campbellnek, a Szilícium-völgy nagyágyújának vezetői kalauza; ford. Dufka Hajnalka; 21. Század, Bp., 2020